# Evapotranspiración

Diagrama de zonas ecológicas considerando las magnitudes de precipitación y evapotranspiración

La evapotranspiración se define como la pérdida de humedad de una superficie por evaporación directa junto con la pérdida de agua por transpiración de la vegetación. Se expresa en milímetros por unidad de tiempo.

## Evaporación y transpiración
Dentro del intercambio constante de agua entre los océanos, los continentes y la atmósfera, la evaporación es el mecanismo por el cual el agua es devuelta a la atmósfera en forma de vapor; en su sentido más amplio, involucra también la "evaporación" de carácter biológico que es realizada por los vegetales, conocida como transpiración y que constituye, según algunos, la principal fracción de la evaporación total. Sin embargo, aunque los dos mecanismos son diferentes y se realizan independientemente no resulta fácil separarlos (considérese también la intercepción de la precipitación por el dosel arbóreo y el suelo), pues ocurren por lo general de manera simultánea; de este hecho deriva la utilización del concepto más amplio de evapotranspiración que engloba a ambos.

## Ciclo hidrológico y balance energético
La evapotranspiración constituye un importante componente del ciclo y balance del agua. Se estima que un 80% del total de agua recibida por una zona (precipitación) es devuelta a la atmósfera a través del proceso, mientras que el 20% restante constituye la escorrentía superficial y subterránea. Junto con ser un componente del ciclo hidrológico, la evapotranspiración interviene en el balance calorífico y en la redistribución de energía mediante los traspasos que de ella se producen con los cambios de estado del agua, permitiendo así un equilibrio entre la energía recibida y la perdida. El conocimiento de las pérdidas de agua mediante el proceso permite tener un acercamiento a las disponibilidades del recurso y consecuentemente puede realizarse una mejor distribución y manejo del mismo.

## Aplicación
En términos aplicados, quizás una de las más conocidas referencias al fenómeno venga de la climatología y de la consideración y utilidad de la evapotranspiración como un indicador de aridez de las distintas zonas, basado en un largo registro de observaciones de distintos elementos climáticos en un número suficiente de años. Sin embargo, donde la evapotranspiración ha ganado un lugar realmente importante es en la evaluación de los volúmenes de agua involucrados, que teniendo interés en sí mismos, son indispensables en las tareas de planificación y gestión de los recursos hídricos, en ciertos estudios medioambientales y en la cuantificación de las demandas hídricas de la vegetación, especialmente de los cultivos.

## Evapotranspiración: definiciones y conceptos
Los factores que intervienen en el proceso de evapotranspiración son diversos, variables en el tiempo y en el espacio y se pueden agrupar en aquellos de orden climático, los relativos a la planta y los asociados al suelo. Esta diversidad de factores, por una parte, ha dado lugar a distintas orientaciones al abordar el complejo fenómeno y diferentes respuestas ante su estimación; ha favorecido, por otro lado, el desarrollo de una serie de conceptos tendientes a lograr una mayor precisión de ideas al referirse al fenómeno y surgen como un intento de considerar las distintas condiciones de clima, suelo y cultivo prevalecientes en el momento en que el fenómeno ocurre. Estas definiciones o conceptos, entre otros, son: uso consuntivo, evapotranspiración potencial, evapotranspiración de referencia o del cultivo de referencia, evapotranspiración real y cultivo de referencia.

### Uso consuntivo o evapotranspiración
Los primeros estudios que abordaron el tema del riego hablaron de utilización consuntiva, cantidad de agua que se expresaba en metros cúbicos por hectárea regada. Luego, en 1941, la División de Riegos del Ministerio de Agricultura de los Estados Unidos y la Oficina Planificadora de Recursos Nacionales, definieron el concepto de uso consuntivo o evapotranspiración como «la suma de los volúmenes del agua utilizada para el crecimiento vegetativo de las plantas en una superficie dada, tanto en la transpiración como en la formación de tejidos vegetales y de la evaporada por el terreno adyacente ya sea proveniente de la nieve o de las precipitaciones caídas en un tiempo dado». Más tarde, en 1952, H. F. Blaney y W. D. Criddle definieron «uso consumo o evapotranspiración» en términos muy similares a los anteriores como «la suma de los volúmenes de agua usados por el crecimiento vegetativo de una cierta área por conceptos de transpiración y formación de tejidos vegetales y evaporada desde el suelo adyacente, proveniente de la nieve o precipitación interceptada en el área en cualquier tiempo dado, dividido por la superficie del área».

### Evapotranspiración potencial (ETP)
Existe acuerdo entre los diversos autores al definir la ETP, concepto introducido por Charles Thornthwaite en 1948, como la máxima cantidad de agua que puede evaporarse desde un suelo completamente cubierto de vegetación, que se desarrolla en óptimas condiciones, y en el supuesto caso de no existir limitaciones en la disponibilidad de agua. Según esta definición, la magnitud de la ETP está regulada solamente por las condiciones meteorológicas o climáticas, según el caso, del momento o período para el cual se realiza la estimación.
El concepto de ETP es ampliamente utilizado y desde su introducción ha tenido gran influencia en los estudios geográficos del clima mundial; de hecho su diferencia respecto de las precipitaciones (Pp-ETP) ha sido frecuentemente usada como un indicador de humedad o aridez climática. También ha influido sobre la investigación hidrológica y ha significado el mayor avance en las técnicas de estimación de la evapotranspiración.

### Evapotranspiración de referencia o evapotranspiración del cultivo de referencia (ETo)
La noción de ETo ha sido establecida para reducir las ambigüedades de interpretación a que da lugar el amplio concepto de evapotranspiración y para relacionarla de forma más directa con los requerimientos de agua de los cultivos. Es similar al de ETP, ya que igualmente depende exclusivamente de las condiciones climáticas, incluso en algunos estudios son considerados equivalentes, pero se diferencian en que la ETo es aplicada a un cultivo específico, estándar o de referencia, habitualmente gramíneas o alfalfa, de 8 a 15 cm de altura uniforme, de crecimiento activo, que cubre totalmente el suelo y que no se ve sometido a déficit hídrico. Es por lo anterior que en los últimos años está reemplazando al de ETP.

### Evapotranspiración real, actual o efectiva (ETr)
No obstante las mayores precisiones alcanzadas con la incorporación de algunos de los conceptos anteriores, las condiciones establecidas por ellos no siempre se dan en la realidad, y aquella evapotranspiración que ocurre en la situación real en que se encuentra el cultivo en el campo, difiere de los límites máximos o potenciales establecidos. Para referirse a la cantidad de agua que efectivamente es utilizada por la evapotranspiración se debe utilizar el concepto de evapotranspiración actual o efectiva, o bien, más adecuadamente, el de evapotranspiración real.
La ETr es más difícil de calcular que la ETP o ETo, ya que además de las condiciones atmosféricas que influyen en la ETP o ETo, interviene la magnitud de las reservas de humedad del suelo y los requerimientos de los cultivos. Para determinarla se debe corregir la ETP o ETo con un factor Kc dependiente del nivel de humedad del suelo y de las características de cada cultivo.

### Coeficiente de cultivo (Kc)
Como puede desprenderse del apartado anterior, un coeficiente de cultivo, Kc, es un coeficiente de ajuste que permite calcular la ETr a partir de la ETP o ETo. Estos coeficientes dependen fundamentalmente de las características propias de cada cultivo, por tanto, son específicos para cada uno de ellos y dependen de su estado de desarrollo y de sus etapas fenológicas, por ello, son variables a lo largo del tiempo. Dependen también de las características del suelo y su humedad, así como de las prácticas agrícolas y del riego.
Se hace alusión a estos Kc en numerosas publicaciones, puesto que permiten conocer la ETr a partir de la ETP o ETo evitando el uso de métodos más precisos, pero de más difícil aplicación. Pueden encontrarse en literatura especializada o bien derivarse de acuerdo a los lineamientos establecidos por la FAO.